# 1899 في الولايات المتحدة
فيما يلي قوائم الأحداث التي وقعت خلال عام 1899 في الولايات المتحدة.

## سياسة

### تعيين في المنصب
- 1 يناير – ثيودور روزفلت حاكم نيويورك [الإنجليزية]‏.
- 1 يناير – لوك كريغ عضو مجلس نواب كارولينا الشمالية.
- 4 مارس – تشارلز كورتيس عضو مجلس النواب الأمريكي.
- 1 أغسطس – إليهو روت وزير حرب الولايات المتحدة.

### انتهاء فترة المنصب
- 10 يناير – ألفا آدامز Governor of Colorado [الإنجليزية]‏.
- 3 مارس – بنيامين باركر أوديل عضو مجلس النواب الأمريكي.
- 2 يونيو – وليام هاسلدن اليرب حاكم كارولينا الجنوبية [الإنجليزية]‏.

## كتب
من الكتب التي صدرت هذه السنة في الولايات المتحدة:
- 1 يناير – أراديا، أو إنجيل الساحرات من تأليف تشارلز غودفري ليلاند.
- 1 يناير – ريتشارد كارفيل من تأليف وينستون تشرشل.

## مواليد

### يناير
- 1 يناير – إيرل هاميلتون مؤرخ أمريكي.
- 1 يناير – بينكي ميتشل ملاكم من الولايات المتحدة الأمريكية.
- 8 يناير – شيرمان آدمز سياسي من الولايات المتحدة الأمريكية.
- 12 يناير – فريتز كريسلر
- 17 يناير – آل كابوني
- 24 يناير – ويليس وليام ريتر
- 28 يناير – ديفيد سينتون إينغلس سياسي أمريكي.

### فبراير
- 2 فبراير – هيربي فايي ممثل أمريكي.
- 12 فبراير – هارولد بلوم
- 22 فبراير – دوايت فراي
- 27 فبراير – تشارلز بست عالم كيمياء حيوية كندي.

### مارس
- 6 مارس – جاي سي فليبن ممثل أمريكي.
- 7 مارس – ثورنثويت
- 13 مارس – جون فان فليك فيزيائي أمريكي.
- 17 مارس – آرثر سمرفيلد سياسي من الولايات المتحدة الأمريكية.
- 20 مارس – إيفلين أندرسن
- 23 مارس – أرت سميث ممثل أمريكي.
- 24 مارس – دوروثي كونستانس ستراتون
- 27 مارس – غلوريا سوانسون ممثلة أمريكية.

### أبريل
- 5 أبريل – ألفرد بلالوك
- 5 أبريل – برنارد كاون ملحن أمريكي.
- 11 أبريل – بيرسي لافون جوليان كيميائي من الولايات المتحدة الأمريكية.
- 16 أبريل – روبرت جونسون
- 27 أبريل – والتر لانتز
- 29 أبريل – ديوك إلينغتون

### مايو
- 3 مايو – جولييت كومبتون ممثلة أمريكية.
- 8 مايو – آرثر كيو. براين
- 10 مايو – فريد أستير
- 20 مايو – جون مارشال هارلان الثاني
- 30 مايو – إيرفينج ثالبرج منتج أفلام أمريكي.

### يونيو
- 4 يونيو – لين تشاندلر ممثل من الولايات المتحدة الأمريكية.
- 30 يونيو – مايج بيلامي

### يوليو
- 6 يوليو – سوزانا موشات جونز
- 7 يوليو – آنا ميدورا بيتجير
- 7 يوليو – جورج كوكور
- 17 يوليو – جيمس كاغني
- 21 يوليو – إرنست همينغوي كاتب وصحفي أمريكي.
- 25 يوليو – رالف دومكي ممثل أمريكي.

### أغسطس
- 1 أغسطس – ويليام إف دين عسكري من الولايات المتحدة الأمريكية.
- 9 أغسطس – بول كيلي ممثل أمريكي.
- 27 أغسطس – بايرون فولجر
- 29 أغسطس – ليمان ليمنيتزر عسكري من الولايات المتحدة الأمريكية.

### سبتمبر
- 1 سبتمبر – ريتشارد أرلين
- 9 سبتمبر – سايروس روليت سميث سياسي أمريكي.
- 9 سبتمبر – نيل هاميلتون ممثل أمريكي.
- 11 سبتمبر – جيمي ديفيس سياسي أمريكي.
- 14 سبتمبر – هال بي واليس منتج أفلام أمريكي.
- 17 سبتمبر – إديث روبرتس ممثلة من الولايات المتحدة الأمريكية.
- 23 سبتمبر – توم سي كلارك

### أكتوبر
- 3 أكتوبر – جيرترود بيرغ
- 5 أكتوبر – إلدا إيما أندرسون فيزيائية أمريكية.
- 9 أكتوبر – بروس كاتون

### نوفمبر
- 4 نوفمبر – تريغ براون
- 5 نوفمبر – جاك بيرنشتاين
- 13 نوفمبر – هوارد هيل
- 19 نوفمبر – آلين تيت
- 26 نوفمبر – موريس روز ضابط من الولايات المتحدة الأمريكية.

### ديسمبر
- 3 ديسمبر – هوارد كينزي لاعب كرة مضرب من الولايات المتحدة.
- 4 ديسمبر – واين ا. مانينغ عالم نبات أمريكي.
- 9 ديسمبر – هوارد فريمان ممثل أمريكي.
- 12 ديسمبر – ريتشارد هارتشورن
- 25 ديسمبر – فرانك فيرغسون ممثل أمريكي.
- 25 ديسمبر – همفري بوغارت ممثل أمريكي.

## وفيات

### يناير
- 5 يناير – ازرا أوتيس كيندال (مواليد 1818)
- 23 يناير – روموالدو باتشيكو (مواليد 1831) سياسي أمريكي.

### فبراير
- 10 فبراير – جورج بي فيشر (مواليد 1817) سياسي أمريكي.
- 17 فبراير – لويس ميلر (مواليد 1829)

### مارس
- 18 مارس – أوثنييل تشارلز مارش (مواليد 1831)

### مايو
- 31 مايو – إليشا باكستر (مواليد 1827) سياسي أمريكي.

### يونيو
- 2 يونيو – وليام هاسلدن اليرب (مواليد 1862) سياسي أمريكي.

### يوليو
- 18 يوليو – هوراشيو ألجر (مواليد 1832)

### سبتمبر
- 17 سبتمبر – جون هالدمان (مواليد 1855)

### أكتوبر
- 5 أكتوبر – جيمس هارلان (مواليد 1820) سياسي أمريكي.

### نوفمبر
- 13 نوفمبر – ويليام ماكنتاير داي (مواليد 1831) سياسي أمريكي.
- 21 نوفمبر – جاريت هوبرت (مواليد 1844) سياسي أمريكي.

### ديسمبر
- 25 ديسمبر – إليوت كويس (مواليد 1842)